# Mellgårdsbackarnas naturreservat
Mellgårdsbackarnas naturreservat är ett naturreservat i Bräcke kommun i Jämtlands län.
Området är naturskyddat sedan 2019 och är 13 hektar stort. Reservatet ligger norr om Stavre och väster om Långtjärnen och består av gammal granskog med en del gamla tallar i söder. 